# Gaius Allius Albinus

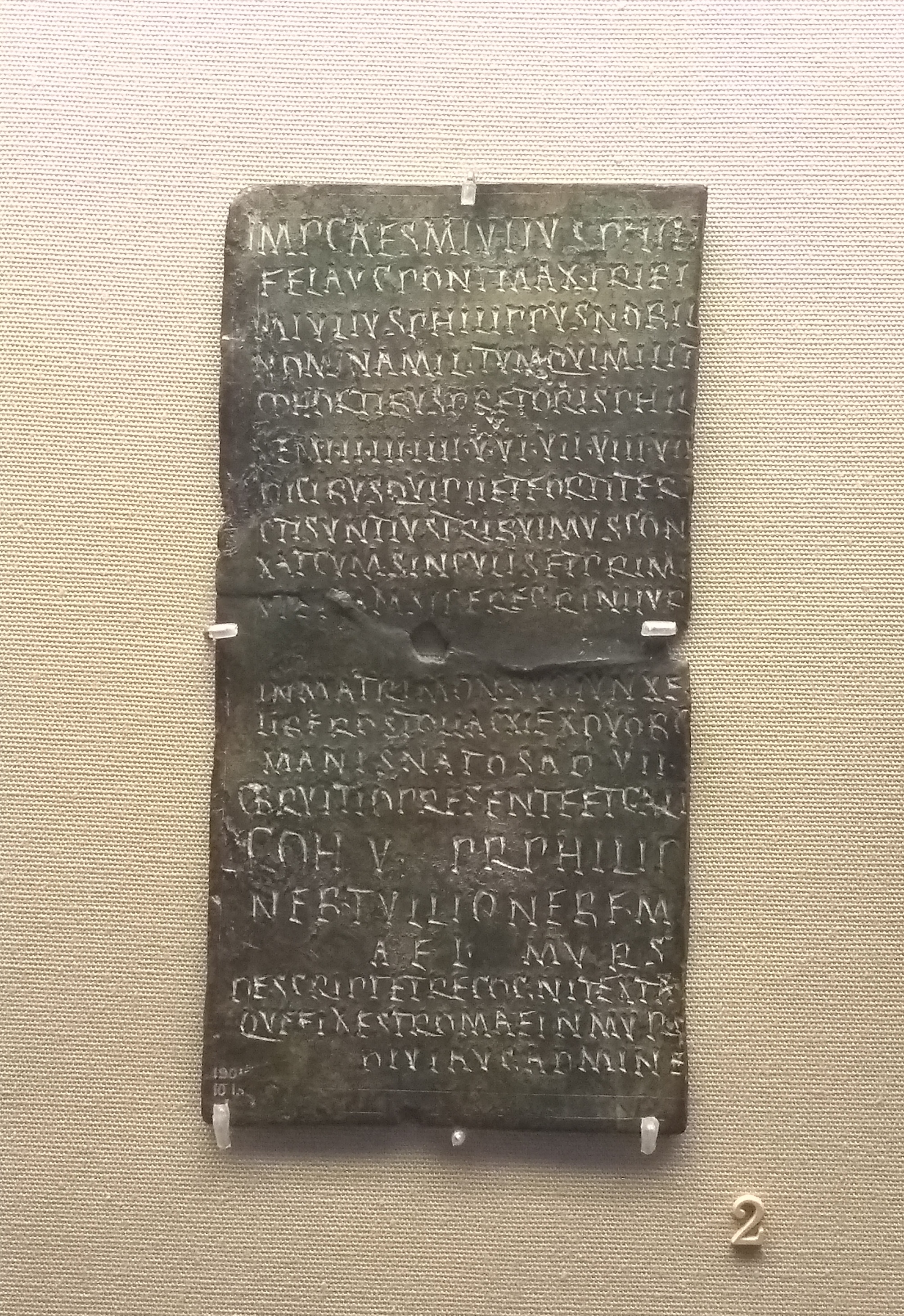
Eines der Militärdiplome vom 7. Januar 246 n. Chr.

Gaius Allius Albinus war ein im 3. Jahrhundert n. Chr. lebender Angehöriger des römischen Senatorenstandes.
Durch zwei Militärdiplome, die auf den 7. Januar 246 datiert sind, ist belegt, dass Albinus 246 zusammen mit Gaius Bruttius Praesens ordentlicher Konsul war.